# Polyphontès fils d'Autophonos
Pour les articles homonymes, voir Polyphontès.
 (février 2023).
Si vous disposez d'ouvrages ou d'articles de référence ou si vous connaissez des sites web de qualité traitant du thème abordé ici, merci de compléter l'article en donnant les références utiles à sa vérifiabilité et en les liant à la section « Notes et références ».
Dans la mythologie grecque, Polyphontès ou Lycophontès, fils d'Autophonos, est un héros thébain de la guerre des sept chefs.
Dans l’Iliade, lors de la guerre des sept chefs qui voit l'attaque de Thèbes pour rendre à Polynice le trône dont s'était emparé son frère Étéocle, Tydée défia par les armes les chefs thébains, et les défit tous. Cela mit en colère Étéocle, qui envoya Polyphontès et Maion à la tête de cinquante hommes pour lui tendre une embuscade. Tydée les tua tous à l'exception de Maion, que les dieux lui avaient conseillé d'épargner. 
Dans la pièce d'Eschyle Les Sept contre Thèbes, Polyphontès est l'un des sept défenseurs thébains qui affrontent les champions argiens aux portes de la ville. Il fait face à Capanée à la porte Électride.
L'astéroïde troyen de Jupiter (216462) Polyphontès porte son nom.